# Aeschradia
Aeschradia is een geslacht van vlinders van de familie visstaartjes (Nolidae), uit de onderfamilie Chloephorinae.

## Soorten
- A. collucens Lucas, 1889